# Puhua
Puhua (chinesisch 普化鎮 / 普化镇, Pinyin Pǔhuà Zhèn) ist eine Großgemeinde im Kreis Lantian der chinesischen Provinz Shaanxi. Puhua hat eine Fläche von 124 km², davon 3547 ha Ackerland. In der aus 31 Verwaltungsdörfern bestehenden Großgemeinde lebten Ende 2019 etwa 56.000 Einwohner, 34.000 davon erwerbstätig, meist in der Landwirtschaft.

## Geschichte
Puhua war ursprünglich eine ländliche Gemeinde des Kreises Lantian, gelegen am Ba-Fluss etwa 8 km östlich des heutigen Verwaltungszentrums Languan. 1958 wurde die Gemeinde im Rahmen des Großen Sprungs nach vorn in eine Volkskommune umgewandelt, die 1966, zu Beginn der Kulturrevolution, in  „Kommune Vorwärts“ (前进公社) umbenannt wurde. 1971 erhielt die Volkskommune Puhua ihren alten Namen zurück. Ab 1972 verlegte das für Raketen und Kernwaffen zuständige  „Siebte Ministerium für Maschinenbauindustrie“ wegen der eskalierenden Spannungen mit der Sowjetunion die „Basis 063“, wo Feststoffraketentriebwerke entwickelt wurden, von Hohhot ins Landesinnere nach Lantian. Gemäß den Regeln für die „Dritte Front“ wurden die Einrichtungen über das ganze Kreisgebiet verteilt, mit einem Pendelbusverkehr zwischen den Labors und Fabriken. 
Das Forschungsinstitut 43 der Basis, geleitet von Chefingenieur Li Xuemin (李学敏, * 1941), wurde zunächst im Shuilu-Tempel am Fuß des Qinling-Gebirges untergebracht. 
Später wurde dann einige hundert Meter nordöstlich des Tempels, außerhalb des Dorfes Hewankou (河湾口村), eine große Wohnanlage errichtet.
1984 wurde die Volkskommune Puhua im Rahmen der Reform- und Öffnungspolitik aufgelöst und wieder in eine Gemeinde umgewandelt. 1996 bestand die Gemeinde Puhua aus 26 Verwaltungsdörfern, sie hatte eine Fläche von 100 km² und 33.000 Einwohner. Einige Kilometer östlich von Puhua, ebenfalls am Ba-Fluss, befand sich ursprünglich die Gemeinde Malou (马楼乡). Diese wurde erst 1961 in eine Volkskommune umgewandelt, dann 1984 nach Auflösung der Kommune wieder in eine Gemeinde, die 1996 aus 14 Verwaltungsdörfern bestand. 2002 wurden die Gemeinden Malou und Puhua zur heutigen Großgemeinde Puhua vereinigt. Die ursprünglich 40 Verwaltungsdörfer
reduzierten sich ab 2012 durch Zusammenlegungen auf 31 im Jahr 2016.

## Shuilu-Tempel
Der Shuilu-Tempel (chinesisch 水陸庵 / 水陆庵, Pinyin Shuǐ-Lù Ān), einige Kilometer südöstlich von Puhua am Fuß des Wangshun-Bergs (王顺山) gelegen, war ursprünglich eine Außenstelle des 594, während der Sui-Dynastie, gegründeten Wuzhen-Klosters (悟真寺) und ist damit zusammen mit dem Shaolin-Kloster einer der ältesten Tempel Chinas. Während der Buddhistenverfolgung unter Kaiser Li Yan (844–846) wurde das Kloster weitgehend zerstört, es blieb nur die Shuilu- bzw. Wasser-Land-Halle (水陆殿) übrig. Der Name leitet sich davon ab, dass die Tempelanlage am Ufer des Qinghe (清河) liegt, eines Zulaufs des Ba-Flusses. Im Volksmund wurde aus der  „Halle“ (殿) später ein  „Nonnenkloster“ (庵), obwohl dort immer nur Mönche gelebt hatten – im gesamten Wuzhen-Komplex zu den besten Zeiten mehr als 1000.
Zhu Huaiquan (朱怀埢, 1524–1566), Mitglied der kaiserlichen Familie und seit 1548 Prinz von Qin (秦王), pflegte häufig in die Gegend zu reisen, um die landschaftliche Schönheit zu genießen. Er ernannte die Shuilu-Halle zum Haustempel des Prinzenpalasts und ließ sie ab 1563 mit einem Rückgebäude und zwei Seitengebäuden zu einem Vierseithof ausbauen.
13 Innenwände der Anlage wurden mit mehr als 3700 großen und kleinen, bunt bemalten Gipsfiguren aus dem buddhistischen Pantheon dekoriert. Diese Arbeiten zogen sich bis 1567, ein Jahr nach dem Tod von Zhu Huaiquan hin.
Am 20. November 1996 wurde der Shuilu-Tempel vom Staatsrat der Volksrepublik China in die Liste der Nationaldenkmäler aufgenommen.
Die im Shuilu-Tempel aufgeführte „Shuihui-Musik“ (水会音乐) geht zurück auf die Tang-Dynastie, als während der Regierungsdevise Zhenyuan (785–805) in der Zentral-Shaanxi-Ebene eine große Dürre herrschte. Daraufhin erteilte Kaiser Li Shi den Befehl, dass die Bevölkerung in der Gegend von Chang’an um Regen zu beten hätte. Zahlreiche Musikkapellen bildeten sich, die mit einer Mischung aus der damaligen Hofmusik und Volksmusik um Regen beteten; die besten Kapellen erhielten vom Kaiser eine Belohnung. Dieser Brauch des Regengebet-Musikwettbewerbs hat sich bis heute in der gesamten Zentralebene erhalten. In Puhua wird hierzu ein „Großes Shuilu-Treffen“ (水陆大会) abgehalten, kurz 水会, also „Wassertreffen“ genannt. Es werden zwei Varianten von Musik zum Vortrag gebracht: die Prozessionsmusik (行乐) und die „Sitzmusik“ (坐乐), wo im Tempel zur Musik Sutras rezitiert werden.
Am 20. Mai 2006 wurde die Shuihui-Musik in die Liste des immateriellen Kulturerbes der Volksrepublik China aufgenommen.

## Verkehrsanbindung
Durch den südwestlichen Teil der Großgemeinde verläuft die Nationalstraße 312 von Shanghai über Xi’an nach Ürümqi und Kasachstan. Direkt am nördlichen Stadtrand von Puhua verläuft die Autobahn Shanghai–Xi’an. Außerdem ist Puhua über die Staatsstraße 107 mit Weinan verbunden.